# (33162) 1998 DT35
1998 دي تي 35 (ويعرف أيضًا باسم (33162) 1998 دي تي 35 وفق تسمية الكوكب الصغير) (بالإنجليزية: 1998 DT35)‏ هو كويكب ضمن حزام الكويكبات؛ وترتيبه 33162 من حيث الاكتشاف.
اكتُشف هذا الجُرم الفلكي بواسطة Giuseppe Forti ‏ في 27 فبراير 1998.

## وصلات خارجية
- (33162) 1998 DT35 في قاعدة بيانات مختبر الدفع النفاث لأجرام النظام الشمسي الصغيرة

- الاكتشاف · مخطط المدار ·  العناصر المدارية · المعلمات المادية

- (33162) 1998 DT35 على موقع ويكي سكاي: DSS2, SDSS, GALEX, IRAS, Hydrogen α, X-Ray, Astrophoto, Sky Map, Articles and images